# Palazzetto Giangiacomo
Palazzetto Giangiacomo é um palácio rococó localizado na esquina da Via dei Balestrari com o Vicolo del Giglio, no rione Regola de Roma.

## História
Este edifício, construído no século XVIII, era originalmente propriedade do Collegio dei Beneficiati di San Lorenzo in Damaso e foi depois adquirido pelos irmãos Pietro e Filippo Giagiacomo, uma família descendente dos marqueses de Monferrato. A fachada na Via dei Balestrari se apresenta em quatro pisos com seis janelas de molduras simples; no piso térreo se abre um portal arquitravado flanqueado por portas de serviço em arco rebaixado. Na esquina, um grande brasão em travertino com os símbolos da basílica de San Lorenzo in Damaso. 